# Kalidium
Kalidium ist eine Pflanzengattung in der Familie der Fuchsschwanzgewächse (Amaranthaceae). Es sind strauchige Salzpflanzen, die  von Südosteuropa über Südwest- und Zentralasien bis nach China verbreitet sind.

## Beschreibung

### Vegetative Merkmale
Die Kalidium-Arten sind Halbsträucher oder kleine Sträucher. Die verzweigten Stängel sind kahl und erscheinen in jungem Zustand mehr oder weniger gegliedert, ältere sind ungegliedert. Die Laubblätter stehen wechselständig, sie sind fleischig, kahl, den Stängel umfassend, fast kugelförmig bis halbstielrund, ihre freie Blattspreite ist 0,5 bis 12 Millimeter lang.

### Blütenstände und Blüten
Die ährenartigen Blütenstände bestehen aus wechselständigen, schuppenförmigen, freien Tragblättern, in deren Achsel jeweils ein bis drei Blüten sitzen, die teilweise untereinander, mit dem Tragblatt und der Blütenstandsachse verwachsen sind. 
Die zwittrigen Blüten besitzen eine vier bis fünflappige Blütenhülle aus verwachsenen Tepalen, zwei Staubblätter und einen eiförmigen Fruchtknoten mit zwei Narben.

### Früchte und Samen
Zur Fruchtzeit wird die Blütenhülle dick und schwammartig und umhüllt die Frucht. Zur Spitze hin ist die Blütenhülle verbreitert, abgeflacht und mit einem flügelartigen Rand versehen. Die Fruchtwand ist häutig. Der Same ist aufrecht diskusförmig, mit höckeriger bis papillöser Oberfläche. Der Embryo ist halb-ringförmig, es ist reichlich Nährgewebe vorhanden.

## Verbreitung und Standort
Die Arten von Kalidium sind von Südosteuropa über Südwestasien und Zentralasien bis nach China verbreitet. Als Salzpflanzen besiedeln sie Salztonebenen und alkaline Böden, die Ränder von Schwemmfächern und die Ufer von Salzseen.

## Systematik
Die Gattung Kalidium wurde 1849 von Alfred Moquin-Tandon aufgestellt. Als Lektotypus wurde Kalidium foliatum festgelegt. Ein Synonym ist Kalidiopsis Aellen.
Die Gattung umfasst etwa sechs Arten:
- Kalidium caspicum (L.) Ung.-Sternb., von Südosteuropa, Kaukasus und östliche Türkei über Südwestasien, Zentralasien bis nach China (nördliches Xinjiang).[2][5]
- Kalidium cuspidatum (Ung.-Sternb.) Grubov, in der Mongolei und in China (Gansu, Hebei, Nei Mongol, Ningxia, Qinghai, Shaanxi, Xinjiang).[2]
- Kalidium foliatum (Pall.) Moq., verbreitet von Südosteuropa, Südwestasien, Zentralasien, Russland (südliches Sibirien), Mongolei bis nach China (nördliches Gansu und Hebei, Heilongjiang, Nei Mongol, Ningxia, Qinghai, Xinjiang).[2][5]
- Kalidium gracile Fenzl, in der Mongolei und in China (Nei Mongol, Xinjiang).[2]
- Kalidium schrenkianum Bunge ex Ung.-Sternb., in Kasachstan und China (Xinjiang).[2]
- Kalidium wagenitzii (Aellen) Freitag & G.Kadereit (Syn.: Kalidiopsis wagenitzii Aellen), endemisch in der Türkei (Anatolien).[1] Diese Art wird auch zu Kalidium foliatum gestellt.[5]